# Znaczenie religijne Jerozolimy
Jerozolima jest świętym miastem trzech religii monoteistycznych: judaizmu, chrześcijaństwa i islamu. Wyznawcy tych trzech religii zaliczają je w poczet najświętszych miejsc kultu, stąd wielokrotnie dochodziło w tym obszarze do konfliktów na tle religijnym.
Jest również świętym miastem babizmu, bahaizmu oraz kilku innych mniejszych religii.

## W judaizmie
Jerozolima jest świętym miastem judaizmu jako druga po Hebronie historyczna stolica królestwa Izraela, gdzie na wzgórzu Moria powstała świątynia żydowska – Świątynia Jerozolimska. Tam znajdowała się Arka Przymierza, w której przechowywano między innymi tablicę z Dziesięciorgiem Przykazań. W chwili obecnej jedyną pozostałością świątyni jest Ściana Płaczu. Tam także – na wzgórzu Syjon, zwanym też Ofel położone było Miasto Dawida, pierwotne miejsce pałacu oraz grobowca tego wielkiego monarchy.

## W chrześcijaństwie
Dla chrześcijan Jerozolima jest świętym miastem jako miejsce działalności i śmierci Jezusa Chrystusa. Szczególną czcią otacza się Golgotę, gdzie ukrzyżowano Jezusa oraz miejsce, gdzie złożono jego ciało – obecnie Bazylika Grobu Świętego.
Miasto jest również częstym motywem proroctw biblijnych, w tym proroctw mesjańskich.

### W Nowym Testamencie
Jerozolima jest ukazana we wszystkich Ewangeliach jako centrum mesjańskiej misji Jezusa Chrystusa.

#### Ewangelia Marka
Ewangelia Marka rozpoczyna się od głoszenia nawrócenia przez Jana Chrzciciela, które dotarło do Jerozolimy, wszyscy mieszkańcy Jerozolimy przyjęli od niego chrzest w Jordanie, wyznając swe grzechy  (Mk 1,5). Jezus zwrócił się ku Jerozolimie po tym, jak spotkał się z niewiarą miast w Galilei. W akcie prorockim oczyścił Świątynię (Mk 11), ale i tam znalazł niewiarę, dlatego w kontekście swej Śmierci zapowiedział karę dla miasta i profanację Świątyni (Mk 13,14-20).

Gdy wychodził ze świątyni, rzekł Mu jeden z uczniów: Nauczycielu, patrz, co za kamienie i jakie budowle! Jezus mu odpowiedział: Widzisz te potężne budowle? Nie zostanie tu kamień na kamieniu, który by nie był zwalony. (Mk 13,1-2)

Jezus został ukrzyżowany w Mieście, a w chwili Jego śmierci zasłona Świątyni rozdarła się. Jerozolima jest przedstawiona w Ewangelii Marka jako miejsce wielkiego zaparcia się Boga.

#### Apokalipsa
Księga Apokalipsy przedstawia Jerozolimę jako symbol Kościoła. Wizja niebiańskiej Jerozolimy ukazuje wspólnotę Kościoła w jej ostatecznym doskonałym spełnieniu - jest ona oblubienicą i małżonką Baranka (Ap 21,1-22,5):

I przyszedł jeden z siedmiu aniołów, co trzymają siedem czasz pełnych siedmiu plag ostatecznych, i tak się do mnie odezwał: Chodź, ukażę ci Oblubienicę, Małżonkę Baranka. I uniósł mnie w zachwyceniu na górę wielką i wyniosłą, i ukazał mi Miasto Święte - Jeruzalem, zstępujące z nieba od Boga, mające chwałę Boga. źródło jego światła podobne do kamienia drogocennego, jakby do jaspisu o przejrzystości kryształu: Miało ono mur wielki a wysoki, miało dwanaście bram, a na bramach - dwunastu aniołów i wypisane imiona, które są imionami dwunastu pokoleń synów Izraela. Od wschodu trzy bramy i od północy trzy bramy, i od południa trzy bramy, i od zachodu trzy bramy. A mur Miasta ma dwanaście warstw fundamentu, a na nich dwanaście imion dwunastu Apostołów Baranka. (Ap 21,9-14)

## W islamie
W islamie Jerozolima jest trzecim po Mekce i Medynie świętym miastem jako miejsce, do którego Mahomet dotarł w trakcie tzw. nocnej podróży i gdzie wstąpił do siedmiu niebios. Miejsce to upamiętnia Kubbat as-Sachra (Kopuła na Skale) i Meczet Al-Aksa (czyli 'najdalszy' – miejsce, gdzie najdalej znalazł się Prorok). Tradycja o wniebowstąpieniu Mahometa w Jerozolimie powstała w okresie rządów kalifa Omara (Umara).